# Степне (імені Габіта Мусрепова район)
Степне́ (каз. Степное) — село у складі району імені Габіта Мусрепова Північноказахстанської області Казахстану. Входить до складу Ломоносовського сільського округу, раніше входило до складу ліквідованої Урожайної сільської ради.
Населення — 36 осіб (2021; 75 у 2009, 61 у 1999, 66 у 1989).
Національний склад станом на 1989 рік:
- росіяни — 40 %
- казахи — 28 %.

Колишня назва — Зернопункт сохвоза Урожайний.